# Потік генів
Поті́к ге́нів — обмін генами між популяціями одного виду внаслідок вільного схрещування їхніх особин. Виникає зазвичай через міграцію, коли частина особин однієї популяції потрапляє до другої та їхні гени включаються у генофонд цієї популяції.
Міграція в популяцію або з популяції може призвести до значних змін частот алелей, оскільки при цьому змінюється співвідношення між членами популяції, які несуть даний алель.
Існує декілька факторів, які впливають на швидкість перенесення генів між популяціями. Одним з найзначиміших є рухливість. Чим вища рухливість у виду, тим вище потенціал міграції. Тварини, як правило, рухливіші, ніж рослини, хоча пилок та насіння можуть переноситись на значні відстані вітром або тваринами.
Потік генів розглядають як важливе джерело генетичної мінливості популяції, оскільки при схрещуванні особин різних популяцій генотипи потомства будуть відрізнятися від генотипів батьківських форм. Отже, потік генів є джерелом комбінативної мінливості.
Постійне перенесення генів між популяціями може привести до об'єднання двох груп генів, знижувати генетичні відмінності між ними. Тому вважають, що потік генів діє проти видоутворення.